# Croûtes au vin
Les croûtes au vin (crostini col vino) sont la version traditionnelle italienne du pain perdu. Ce mets rustique et ménager était préparé dans les régions viticoles, où le lait faisait défaut et était remplacé par du vin.

## Historique
À l'origine, les crostini, ou bruschetta, étaient des mets de pauvres. Ils permettaient d'agrémenter du pain rassis grâce à des ingrédients bon marché. Mais, comme les croûtes au vin ont été mises à leur carte par des cuisiniers qui les ont enrichies des saveurs d'épices et des arômes du Vin santo, elles sont devenues des desserts soignés, proposés dans les restaurants gastronomiques.

## Ingrédients
Ce mets nécessite du pain, du vin rouge, des œufs, du sucre et de la cannelle.

## Préparation
Les tranches de pain sec sont trempées dans du vin rouge, puis dans des blancs battus en neige, avant d'être mises à cuire à la poêle dans l'huile. Elles sont servies chaudes saupoudrées de sucre et de cannelle.